# بتی باکس
بتی باکس (انگلیسی: Betty Box؛ ۲۵ سپتامبر ۱۹۱۵ – ۱۵ ژانویهٔ ۱۹۹۹) تهیه‌کننده فیلم اهل بریتانیا بود.

## فیلم‌شناسی
- ملاقات با ونوس (۱۹۵۱)
- دکتر در دریا (۱۹۵۵)
- داستان دو شهر (۱۹۵۸)
- ۳۹ پله (۱۹۵۹)
- توطئه قلب‌ها (۱۹۶۰)